# 希俄斯祭坛

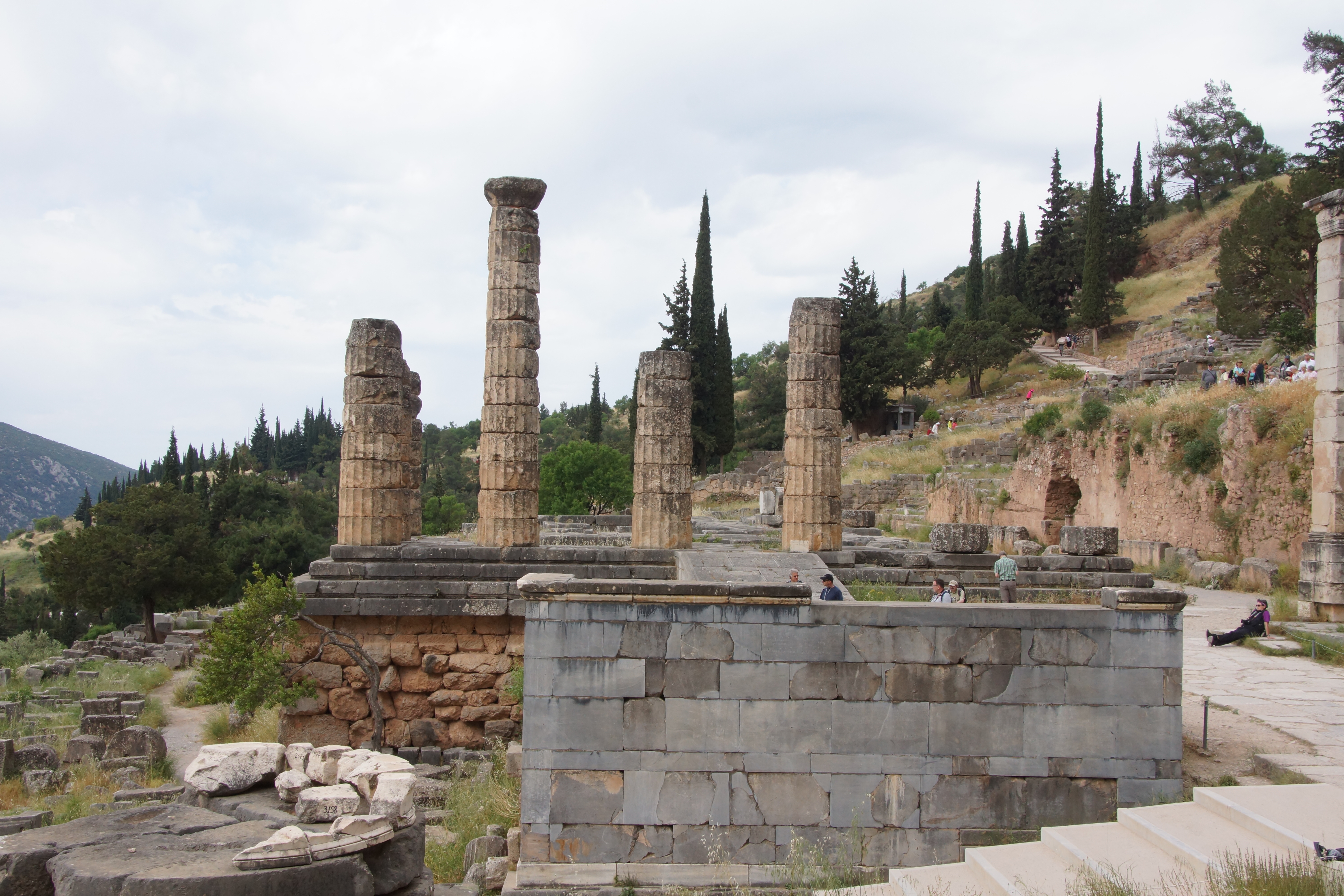
希俄斯祭坛

希俄斯祭坛是德尔斐阿波罗神庙的祭坛，由希俄斯人资助建造的。

## 描述
希俄斯祭坛是德尔斐阿波罗神庙的主祭坛。祭坛约在公元前330年建造，并取代了古老的阿尔克马埃翁家族兴建的祭坛。祭坛左侧的铭文表明，该祭坛是由希俄斯人奉献的。而祭坛右侧的铭文表示，希俄斯人在当时拥有聆听神谕的优先权。祭坛的核心部分由石灰石制成，并带有蓝色大理石板的护岸，供品桌则是由白色大理石制成的。祭司们会通过一段小台阶上到祭坛上面。祭坛上部的侧面有螺旋装饰，祭坛的顶部也装饰有波纹花边。根据最近的学术研究，该祭坛的历史可以追溯到公元前3世纪，可能是在公元前246年或公元前245年之后，当时希俄斯岛是近邻同盟的成员。